# Metacarcinus magister
Metacarcinus magister (лат.) (англ. Dungeness crab) — вид крабов семейства Cancridae рода Metacarcinus, обитающий на западном побережье Северной Америки.

## Описание
Ширина панциря зрелого краба — около 20 см, но в некоторых районах побережья штата Вашингтон встречаются особи с шириной панциря до 25 см. В области Тихоокеанского Северо-Запада и восточной части Канады, Metacarcinus magister является популярным деликатесом и самым экономически важным видом крабов в промысле

## Ареал
Наименование данного вида на английском — «Dungeness crab» (данженесский краб) произошло в середине XX века от названия рыбацкой деревни на побережье Вашингтона — Дандженесс (Dungeness). Ареал Metacarcinus magister простирается от Алеутских островов Аляски до Калифорнии.